# Kingston (Oklahoma)
Kingston é uma cidade  localizada no estado norte-americano de Oklahoma, no Condado de Marshall.

## Demografia
Segundo o censo norte-americano de 2000, a sua população era de 1390 habitantes.
Em 2006, foi estimada uma população de 1538, um aumento de 148 (10.6%).

## Geografia
De acordo com o United States Census Bureau tem uma área de
4,5 km², dos quais 4,5 km² cobertos por terra e 0,0 km² cobertos por água.

## Localidades na vizinhança
O diagrama seguinte representa as localidades num raio de 24 km ao redor de Kingston.